# محمد الواكد (لاعب كرة قدم سوري)
محمد أحمد الواكد لاعب كرة قدم سوري من مواليد دمشق يلعب لصالح نادي الجيش ومنتخب سوريا.
لعب سابقاً في أندية المجد و الجيش و الشرطة و الاتحاد الحلبي و احترف في نادي البادية الوسطى الأردني و الرفاع البحريني و أمانة بغداد العراقي .

## روابط خارجية
- محمد أحمد الواكد على موقع قاعدة بيانات كرة القدم.إي يو (الإنجليزية)
- محمد أحمد الواكد على موقع ناشيونال فوتبول تيمز (الإنجليزية)
- محمد أحمد الواكد على موقع Soccerway.com (الإنجليزية)
- محمد أحمد الواكد على موقع كووورة